# Погосов Арутюн Варосович
Арутюн Варосович Погосов (квітень 1906, село Кліванське Еріванської губернії, тепер Вірменія — 9 серпня 1962, місто Москва, тепер Російська Федерація) — вірменський радянський державний діяч, 2-й секретар ЦК КП(б) Вірменії. Член ЦК Комуністичної партії (більшовиків) Вірменії. Депутат Верховної ради Вірменської РСР. Депутат Верховної Ради СРСР 3-го скликання (у 1950—1952 роках).

## Життєпис
Народився в селянській родині. З 1918 по 1920 рік навчався в Чарджуйській гімназії, закінчив перший клас.
У 1920—1923 роках — швець кооперативної майстерні в місті Чарджуї Туркестанської АРСР.
Закінчив технікум із взуттєвої справи в місті Полторацьку Туркменської РСР.
З 1924 по 1929 рік — член Полторацького (Ашхабадського) міського комітету комсомолу Туркменської РСР.
У 1925—1926 роках — швець майстерні Полторацького педагогічного технікуму.
У 1926—1928 роках — голова Центрального правління профспілки робітників-шкіряників Туркменської РСР.
Член ВКП(б) з 1928 року.
З 1928 по 1931 року працював сировинником Туркменського держторгу.
У 1929—1930 роках — слухач десятимісячних сировинних курсів у Москві.
З 1930 року — сировинник Туркменського тресту «Союззаготшкіра»; завідувач Мервського кооппостачу Туркменської РСР.
З січня 1935 року — директор Туркменської контори «Союззаготшкіра».
У 1935—1940 роках — студент Промислової академії в Москві.
Потім — керівний працівник легкої промисловості у місті Москві.
У 1941—1946 роках — 1-й секретар Кіровського районного комітету ВКП(б) міста Москви.
У 1946—1947 роках — заступник секретаря Московського міського комітету ВКП(б) з місцевої промисловості та промислової кооперації; завідувач відділу легкої промисловості Московського міського комітету ВКП(б).
25 жовтня 1947 — 1952 року — 2-й секретар ЦК КП(б) Вірменії.
Одночасно, з вересня 1951 по 1952 рік навчався на річних курсах 1-х секретарів обкомів і ЦК компартій союзних республік при ЦК ВКП(б) у Москві.
У липні 1952 року виключений із ВКП(б) за «зловживання службовим становищем».
У 1952—1959 роках — начальник цеху фабрики шкіряних виробів імені Тельмана в Москві.
У липні 1956 року відновлений у членах КПРС.
У 1959—1960 роках — директор фабрики шкіряних виробів імені Тельмана в Москві.
Помер 9 серпня 1962 року в Москві. Похований на Вірменському Ваганьковському цвинтарі Москви.

## Нагороди
- орден Вітчизняної війни І ст. (1947)
- орден Вітчизняної війни ІІ ст.
- орден Трудового Червоного Прапора
- орден Червоної Зірки
- медалі